# 10981 Fransaris
A 10981 Fransaris (ideiglenes jelöléssel 1148 T-3) a Naprendszer kisbolygóövében található aszteroida. Cornelis Johannes van Houten,  Ingrid van Houten-Groeneveld és Tom Gehrels fedezte fel 1977. október 17-én.